# Peder Hansen Resen
Peder Hansen Resen (17 juin 1625 - 1er juillet 1688), qui latinisait parfois son nom en Petrus Johannis Resenius, est un historien danois.
Né à Copenhague, on lui doit :
- la première édition des Eddas (en islandais, danois et latin), 1665-73 ;
- Inscriptiones hafnienses, latinae, danicae et germanicae, 1668;
- plusieurs autres publications relatives à l'histoire des pays scandinaves.

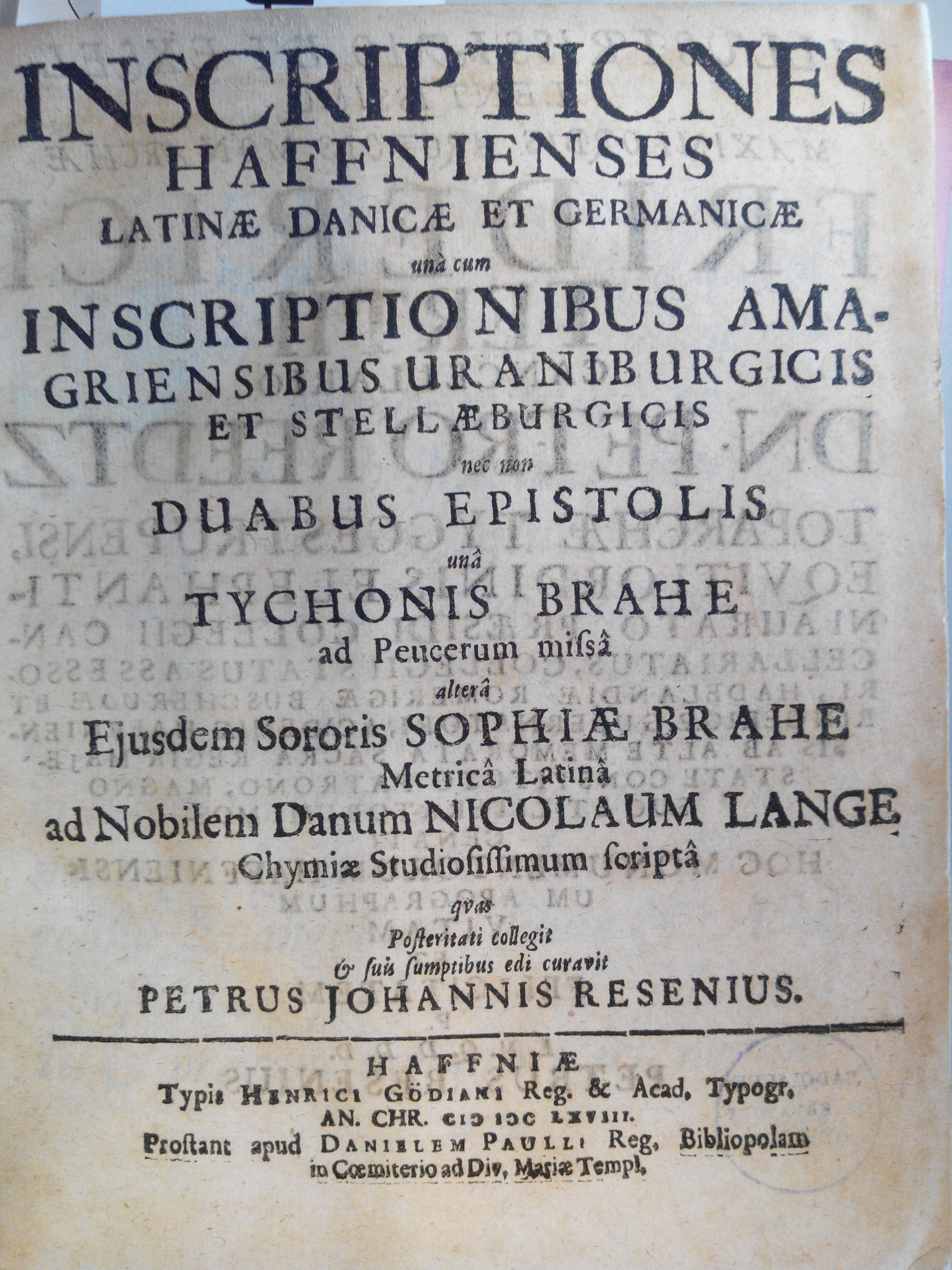
Page de titre des Inscriptiones hafnienses, latinae, danicae et germanicae, 1668.

## Source
Marie-Nicolas Bouillet  et Alexis Chassang (dir.), « Pierre Resenius » dans Dictionnaire universel d’histoire et de géographie, 1878 (lire sur Wikisource), p 1598.